# Universidade de Sydney
A Universidade de Sydney foi a primeira universidade fundada na Austrália, em 1850.

## Atualidade
Hoje é uma das maiores Universidades da Austrália, com tradição de inovação e excelência.
Seu instituto de pesquisa é considerado o principal do país. Depois da sua fundação em 1850, a Universidade começou suas atividades de ensino em 1852 com somente três professores e 30 estudantes; agora conta com um pessoal acadêmico de mais de 2 mil professores e com um quadro de quase 5,5 mil pessoas. São mais de 42 mil estudantes, sendo 7 mil estudantes internacionais. A qualidade de ensino de seus cursos de graduação e pós-graduação tem grande projeção internacional, e oferece uma ampla variedade de programas.
Na sua história, a Universidade tem dado mais de 175 mil pré-graus e post-graus. A Universidade está conformada por mais de 100 departamentos de ensino organizados arredor de 17 faculdades.

## Campus

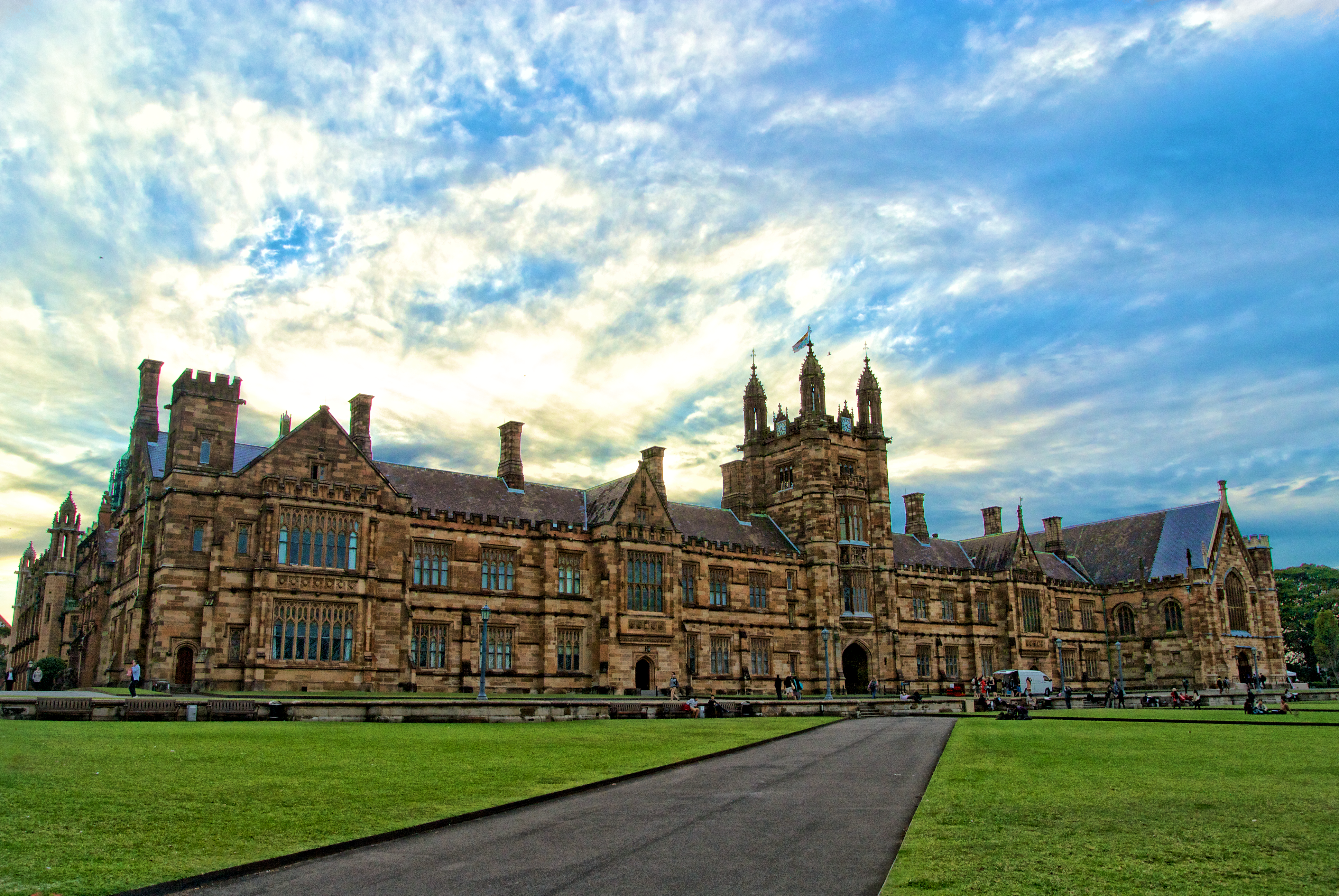
O "Main Quadrangle" da Universidade de Sydney

Os campi de Camperdown e Darington estão situados a três quilômetros do centro da cidade, enquanto que os outros nove campi estão situados ao longo de Sydney e do estado de New South Wales.

## Pesquisa
Em diversos anos, a Universidade de Sydney tem recebido mais fundos para grandes Projetos de Pesquisa de Australian Research Council que qualquer outra Universidade do estado de New South Wales.
As atividades de Pesquisa e vida cultural da Universidade têm suporte num amplo número de serviços, como a maior biblioteca universitária do hemisfério sul, Fisher Library, e alguns dos melhores museus especializados do país.

## Missão
A missão da Universidade é preservar, transmitir, estender e aplicar o conhecimento através do ensino, a Pesquisa, as artes e outras formas de escolaridade. No complemento desta labor, a Universidade afirma seu compromisso com os valores e metas de:
- Autonomia institucional, reconhecimento da importância das ideias, liberdade intelectual, com um pensamento aberto e crítico, e responsabilidade social;
- Tolerância, honestidade e respeito como selo das relações através da comunidade universitária;
- Conhecimento das necessidades e expectativas dos que a Universidade serve e o melhoramento constante da qualidade e entrega de seus serviços.

## Instituto de Língua Inglesa
A Universidade de Sydney possui um instituto de inglês (CET - Centre for English Teaching) que oferece inglês geral, inglês para negócios e com propósitos acadêmicos e programas inovadores de alta qualidade, com ênfase ao inglês para a "vida real".
Sua ampla variedade de cursos abarca estudantes dos níveis iniciais aos avançados. Os cursos oferecidos incluem:
- Programas de Inglês Geral (EGP)
- Programas de Certificação em Inglês para Negócios (intermediário superior/ avançado)
- Preparação para Exame do Cambridge EFL (FCE/ CAE)
- Programas de Idioma Acadêmico (EAP)
- Inglês para MBA & Acadêmico para Negócios (EAB)
- Acadêmico Intensivo para Escrita (IAW)
- Prática para Graduação Acadêmica (GAS)
- Preparação para IELTS & TOEFL & Teste IELTS
- Pacotes para Estudo e Férias para grupos pequenos e grandes
- Colocações para trabalho remunerado/ interno